# Hennersdorf
Hennersdorf je dolnorakouská obec v okrese Mödling.

## Geografie
Obec Hennersdorf leží v severovýchodní části okresu a sousedí přímo s Vídní.

### Sousední obce
- Vídeň
- Vösendorf
- Leopoldsdorf
- Achau
- Biedermannsdorf

## Historie
Nálezy hrobů v Hennesdorfu ukazují, že uprostřed 6. století vládli nad Panonií Avaři a měli tu usídlené Slovany.
Po připojení Rakouska ke Třetí říši byla obec zahrnuta do 24. městského okresu Vídně. Teprve v roce 1954 byla obec opět samostatná a vrátila se zpět pod Dolní Rakousko.

### Vývoj počtu obyvatel
V roce 1971 zde žilo 814 obyvatel, roku 1981 1006, 1991 1483, 2001 1418, 2006 1444 a ke dni 1. dubna 2009 zde žilo 1459 obyvatel.

## Politika

### Starostové
- 1980–2002 Friedrich Sommerferien (SPÖ)
- 2002–2015 Kurt Kremzar (SPÖ)[1]
- od roku 2015 Ferdinand Hausenberger (ÖVP)

## Hospodářství a infrastruktura
Hennersdorf byl dříve převážně zemědělskou obcí, dnes je tu několik živností a průmyslových podniků.
Nejvýraznější firmou je „Wienerberger AG“ s rakouským ústředím v obci a s moderní cihelnou významnou v rámci Evropy. Cihelna se nachází na dřívější „Silnicí do Itálie“ (dnes „Triester Straße“). V roce 1775 si tu pronajal pozemky Alois Miesbach a vytvořil základ pro dnešní firmu Wienerberger. Tato firma má zde několik cihelen, které vznikaly kolem 20. století.

### Doprava
Z Hennersdorfu vedou silnice do Leopoldsdorfu, Vösendorfu a Achau. Po vybudování „vídeňské vnější okružní silnice S1“ byl zakázán průjezd nákladních vozidel přes obec.
Napojení veřejné dopravy přes Pottendorfskou dráhu, která spojuje obec v pracovní dny v hodinových intervalech s Vídní-jižní nádraží a Vídeňským Novým Městem.
Dále vede přes obec autobusová linka 266 spojující východní oblast. Je provozovaná firmou „Dr. Richard KG“. Tato linka spojuje Wien-Siebenhirten – Vösendorf – Hennersdorf – Leopoldsdorf – Wien-Reumannplatz.

## Partnerské obce
Hennersdorf udržuje od roku 1976 přátelské vztahy s obecní části Neuweiler obce Weil im Schönbuch v blízkosti Böblingen v Baden-Württembergu, Německo.
Druhým partnerem je od roku 2006 (Hennersdorf in Schlesien), dnes Jindřichov ve Slezsku.